# James Levine

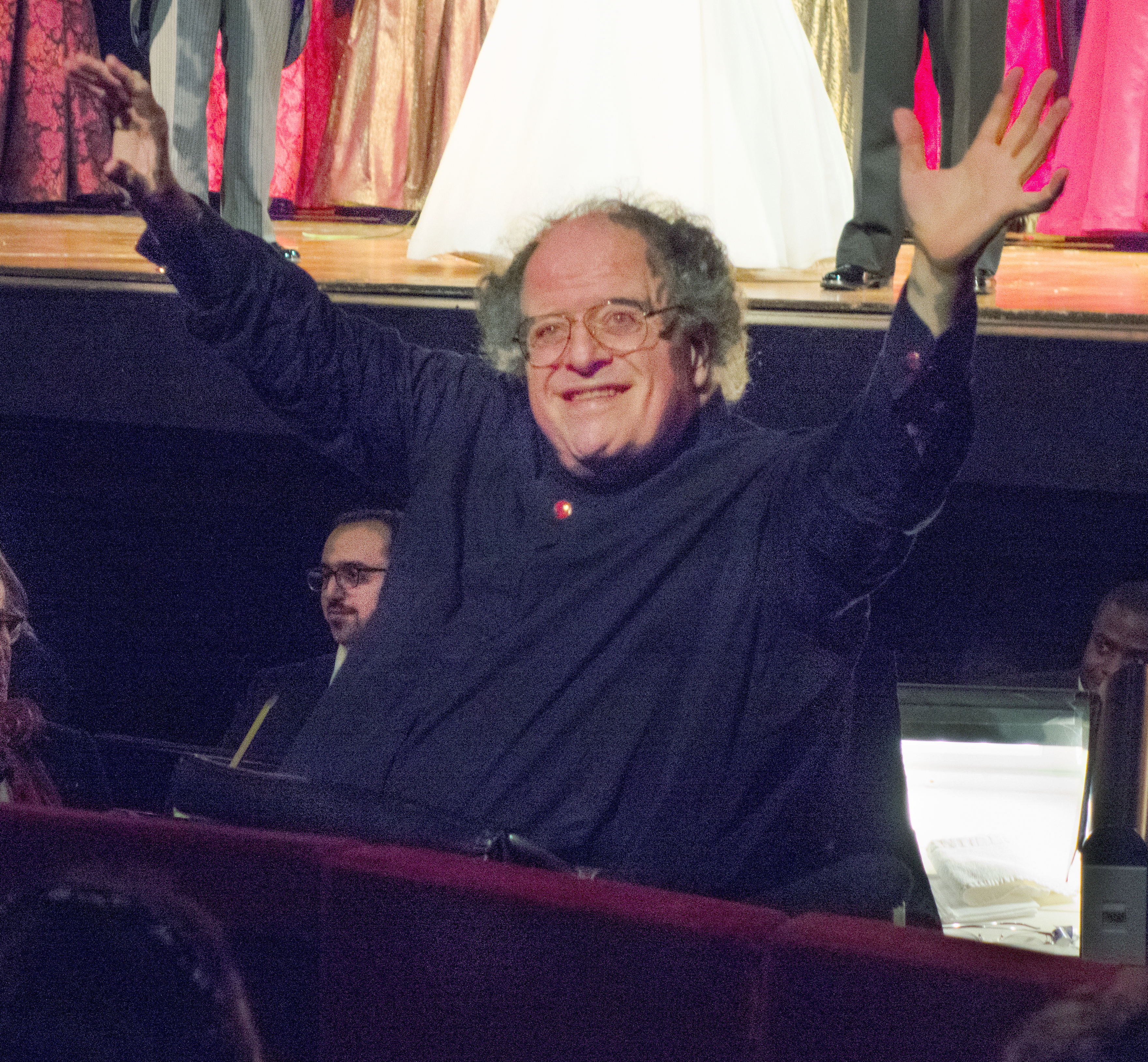
James Levine (2013)

James Lawrence „Jimmy“ Levine [lɪˈvaɪn] (* 23. Juni 1943 in Cincinnati, Ohio; † 9. März 2021 in Palm Springs, Kalifornien) war ein US-amerikanischer Dirigent und Pianist, der von 1970 bis 2016 an der Metropolitan Opera als Dirigent wirkte. Mit einer zweijährigen Unterbrechung (2013–2015) war er dort auch langjähriger künstlerischer Leiter. Er galt als einer der führenden Dirigenten der USA.

## Künstlerischer Werdegang
James Levine wurde 1943 als ältestes von drei Kindern des wohlhabenden Textilhändlers Lawrence Miller Levine und der kurzzeitig als Schauspielerin am Broadway tätig gewesenen Helen Adele Levine, geb. Goldstein (Künstlername „Helen Golden“), in Cincinnati, Ohio geboren. Sein Vater, bekannt als „Larry Lee“, trat in den 1930er Jahren als Bandleader und Schlagersänger im Hotel Beverly Wilshire auf. Einer seiner Großväter, Morris Goldstein, war als Kantor und Komponist jüdischer liturgischer Musik, zuletzt im Rockdale Temple in Cincinnati, tätig. Die Familie Levine besuchte die reformierte Synagoge, ohne das Jiddische und Hebräische zu erlernen. James Levine feierte keine Bar Mitzwa und blieb zunehmend der jüdischen Sonntagsschule fern.
Er erhielt im Alter von vier Jahren seinen ersten Klavierunterricht bei Gertrude Englander und galt schon bald als „klavierspielendes Wunderkind“: Mit zehn trat er im Rahmen eines Jugendkonzertes öffentlich als Solopianist in Erscheinung. Unter der Leitung von Thor Johnson spielte er gemeinsam mit dem Cincinnati Symphony Orchestra Mendelssohns 2. Klavierkonzert (d-Moll). Später trat er auch unter dem Dirigenten Max Rudolf auf und musizierte bei mehreren Veranstaltungen in Cincinnati.
Ab dem zehnten Lebensjahr wurde er von Walter Levin, dem Primarius des LaSalle String Quartets, in Musiktheorie, Harmonielehre, Kontrapunkt, Partiturstudium und Kammermusik ausgebildet. Jenő Takács unterwies ihn in Klavier. Levine besuchte ab 1956 Sommerkurse beim Marlboro Music Festival in Marlboro, Vermont, wo er Klavierunterricht vom künstlerischen Leiter des Festivals Rudolf Serkin erhielt. Außerdem wurde er von Claude Frank in Kammermusik und Martial Singher im Kunstlied weitergebildet. Ab 1957 besuchte er das Aspen Music Festival and School in Colorado, wo er später selbst unterrichten sollte. Dort erhielt er Unterricht bei Rosina Lhévinne (Klavier), Jennie Tourel, Mack Harrel, Adele Addison und Hans Hotter (Gesang) und Wolfgang Vacano (Dirigieren). 1960 gewann er in Aspen einen Instrumentalwettbewerb. Während seiner Schulzeit an der Walnut Hills High School flog er in regelmäßigen Abständen nach New York, um dort Analyse und Komposition zu studieren. Seine Klavierlehrerin war Rosina Lhévinne. Nach seinem High School Diploma 1961 studierte er bis 1964 (ohne Abschluss) an der Juilliard School in New York Klavier bei Lhévinne und Dirigieren bei Jean Paul Morel. Morel, der an der Met tätig war, ließ Levine in den 1960er Jahren einige Opern dirigieren.
Nachdem Levine bereits 1963 Träger der John Erskine Scholarship gewesen war, wurde er 1964 Finalist beim American Conductors Project der Ford Foundation. Die Förderung beinhaltete einen mehrwöchigen Unterricht am Peabody Conservatory in Baltimore u. a. bei Alfred Wallenstein, Max Rudolf und Fausto Cleva. Er trat in diesem Rahmen auch mit dem Baltimore Symphony Orchestra in Erscheinung. Levine wurde durch den Juror George Szell entdeckt, der ihn zum Cleveland Orchestra holte. Unterstützung erhielt Levine von der Kulas Foundation. 1967 wurde Levine offiziell Assistenzdirigent und debütierte mit Strauss’ Don Juan. In Cleveland begann auch sein Einsatz für die Neue Musik, so spielte er 1967 unter Anwesenheit von Pierre Boulez dessen Sonate Nr. 1. Zwei Jahre zuvor, 1965, war er Gründungsdirigent des University Circle Orchestra am Cleveland Institute of Music, als dessen Musikdirektor er bis 1972 fungierte. Weiterhin wurde er Chairman für Orchesterausbildung am Musikinstitut. An der in der Nähe von Detroit befindlichen Meadow Brook School of Music der Oakland University unterstützte er Robert Shaw, seinerzeit zweiter assistierender Dirigent und Chorleiter Szells, als Co-Dirigenten und übernahm 1968 und 1969 als Musikdirektor die Sommerakademie.
Im Jahr 1970 debütierte er mit Verdis Aida an der Welsh National Opera in Cardiff (Wales) und mit Puccinis Tosca an der San Francisco Opera. Ein Jahr später dirigierte er das Chicago Symphony Orchestra mit Mahlers 2. Sinfonie („Auferstehungssinfonie“) beim Ravinia Festival in Highland Park, Illinois. Von 1973 bis 1993 war er Musikdirektor des Festivals. Von 1973 bis 1978 leitete er außerdem das Chorfestival Cincinnati May Festival. Bei den Big Five (New York, Boston, Chicago, Philadelphia und Cleveland) und anderen führenden Sinfonieorchestern der USA konnte er als Gastdirigent in Erscheinung treten. So stand er 1972 zum ersten Mal am Pult des New York Philharmonic Orchestra.
Nach dem Tod Szells 1970 wechselte er zur Metropolitan Opera (Met) in New York City, die seinerzeit von Rudolf Bing geleitet wurde. Dort feierte er 1971 mit der Oper Tosca (mit Grace Bumbry in der Hauptrolle) sein Debüt. 1972 ernannte ihn der General Manager der Met, Göran Gentele, zum Chefdirigenten (Principal Conductor). 1974 debütierte er mit Strauss’ Rosenkavalier am Royal Opera House in Covent Garden, London. Mit der Saison 1976/77 wurde Levine als Nachfolger des 1974 zurückgetretenen Rafael Kubelík Musikdirektor (Music Director) an der Met. Levine gründete 1980 das Lindemann Young Artists Development Program, das Nachwuchssänger fördert. 1982 oblag ihm die Jubiläumsinszenierung von Wagners Parsifal. Im Zuge seines regen Engagements an der Met – er setzte sich u. a. für eine Erneuerung ein und beteiligte sich an nationalen Fernsehproduktionen – wurde ihm 1986 die eigens für ihn geschaffene künstlerische Leitung (Artistic Director) des Hauses übertragen. Er dirigierte in den Jahrzehnten seiner künstlerischen Tätigkeit an der Met ungefähr 2000 Vorstellungen von 75 Opern, darunter viele Erstaufführungen des Orchesters. Auch leitete er dort Uraufführungen von John Corigliano, Philip Glass und John Harbison. Nach 50-jähriger Pause holte er 1989 Wagners Ring des Nibelungen zurück an die Met. Ein Unfall 2006 führte zu zunehmenden gesundheitlichen Problemen; ab 2011 wurde er interimistisch von Fabio Luisi vertreten. Nachdem er sich 2012 kurzzeitlich zurückgezogen hatte, trat er von 2013 bis zu seinem endgültigen Rückzug 2016 erneut auf das Podium der Met. Levines Nachfolger wurde 2018 Yannick Nézet-Séguin.
Im Konzertsaal dirigierte Levine die bedeutendsten Orchester der Welt. 1973 stand er erstmals am Pult des London Symphony Orchestra. Über Kontakt mit dem Opernregisseur Jean-Pierre Ponnelle und den Wiener Philharmonikern kam er 1975 zu den Salzburger Festspielen, wo er bis 1993 regelmäßig als Konzert- und Operndirigent gastierte. Mehrfach wurde er zu den Bayreuther Festspielen (1982–1998) eingeladen, er war dort an Inszenierungen von Götz Friedrich, Wolfgang Wagner und Alfred Kirchner beteiligt. Nach dem Rücktritt von Herbert von Karajan sprang er im Mai 1989 kurzfristig bei einem Gastkonzert der Berliner Philharmoniker im Schauspielhaus Berlin (Ost) ein. Dieses Orchester hatte er erstmals bei einem Abonnementskonzert im Jahr 1978 geleitet. 1996 war er mit den drei Tenören (José Carreras, Plácido Domingo und Luciano Pavarotti) auf Welttournee.
1999 wurde Levine zusätzlich zu seiner Tätigkeit in New York als Nachfolger von Sergiu Celibidache Chefdirigent der Münchner Philharmoniker. Auslandstourneen führten ihn und das Orchester durch Europa und in die USA. 2002 debütierten sie bei den Londoner Proms. Die Münchner Philharmoniker wurden durch den Deutschen Musikverleger-Verband für das „Beste Konzertprogramm der Saison 2002/2003“ ausgezeichnet. In München brachte Levine auch Pendereckis 6. Sinfonie zur Uraufführung (2003). Im Sommer 2004 wechselte er als Music Director zum Boston Symphony Orchestra. Er brachte Werke von u. a. Charles Wuorinen und Gunther Schuller zur Uraufführung. Am Tanglewood Music Center, der Sommerakademie des Boston Symphony Orchestra, arbeitete er mit Studentenorchestern. Seine Verpflichtung in Boston gab er zunächst 2011 aus gesundheitlichen Gründen auf. Ab 2013 dirigierte er – im Rollstuhl sitzend – wieder an der Met. Er war Music Director und Conductor Laureate des 2000 gegründeten UBS Verbier Festival Orchestra. Nach dem Ende seiner Dirigentenkarriere 2016 trat er als Liedbegleiter hervor.
Ab 1972 hat er mehr als 200 Tonträgeraufnahmen (u. a. bei EMI, RCA, Deutsche Grammophon) produziert. Levine konzentrierte sich auf Mozart bis Mahler, die Perioden von Wiener Klassik bis zur Spätromantik. Er legte Gesamtaufnahmen der Sinfonien von Mozart, Schumann und  Brahms vor und spielte Wagners Ring des Nibelungen ein. 1999 war er am Soundtrack zum Disney-Zeichentrickfilm Fantasia 2000 beteiligt. Bei seinen Aufnahmen arbeitete er u. a. mit Christa Ludwig und Kathleen Battle sowie Jennie Tourel, Lynn Harrell, Kiri Te Kanawa und Cecilia Bartoli zusammen. Der profilierte Pianist spielte auch kammermusikalische Werke auf CD ein.

## Vorwurf des sexuellen Missbrauchs
Im Oktober 2016 erstattete ein 46-jähriger Mann Anzeige gegen Levine, dem er vorwarf, ihn ab 1985 mehrere Jahre lang sexuell missbraucht zu haben, beginnend zu einer Zeit, als er 15 Jahre alt war. In der Folge wurden weitere Anschuldigungen sexuellen Missbrauchs Minderjähriger durch Levine bekannt.
Anfang Dezember 2017 leitete die Met eigene Untersuchungen ein und setzte für deren Dauer die Zusammenarbeit mit Levine aus. Im März 2018 erklärte die Met die Zusammenarbeit mit Levine für beendet. Ohne Details über die Untersuchungsergebnisse, für die 70 Personen befragt wurden, bekanntzugeben, erklärte die Met, die Untersuchung habe glaubhafte Hinweise ergeben auf sexuell missbräuchliches und belästigendes Verhalten Levines gegenüber verletzbaren Künstlern in frühen Karrierephasen, die unter seiner Autorität standen. Hiergegen legte, nur drei Tage nach seiner Entlassung, Levine Klage beim Obersten Gericht des Staats New York gegen die Met wegen Rufschädigung und Vertragsbruchs ein. Das Gericht ließ diese Klage zu, insbesondere aufgrund der Behauptung der Met, es habe „glaubhafte Hinweise auf sexuell missbräuchliches und belästigendes Verhalten gegeben“. Er forderte 5,8 Mio. US-Dollar Schadensersatz und die Wiederherstellung von „Namen, Ruf und Karriere“.
Levine bestritt „klar und unmissverständlich jegliches Fehlverhalten“ im Zusammenhang mit den gegen ihn vorgebrachten Anschuldigungen; Geschäftsführer Peter Gelb habe ihn lediglich loswerden wollen. Die Met wies diesen Vorwurf von Levine umgehend zurück und klagte ihrerseits. 2019 kam es zwischen Levine und der Metropolitan Opera zu einer Einigung, deren Einzelheiten nicht öffentlich wurden. Laut der New York Times ist mittlerweile durch zwei interne Quellen bekannt, dass Levine 3,5 Millionen US-Dollar von der Metropolitan Opera erhalten habe. Unter anderem habe Levine während des Verfahrens freundliche jahrelange Korrespondenz mit den Anschuldigenden vorgelegt, welche die Vorwürfe unglaubhaft gemacht hätten.
In einem ausführlichen Artikel des Boston Globe vom März 2018 erklärten neben anonymen auch benannte Quellen, darunter der Cellist Lynn Harrell, dass es in den frühen Jahren von Levines Karriere einen „Kult“ um ihn gegeben habe, der eindeutig auch sexuelle, vorwiegend homosexuelle Praktiken und persönliche Abhängigkeiten nach sich zog.

## Auszeichnungen
- 1976: Ehrendoktorwürde, University of Cincinnati[42]
- 1977: Edison Award[43]
- 1980: Cultural Award of the City of New York, Manhattan Borough President’s Office[44]
- 1982: Grammy Award (Best Orchestral Performance, Best Engineered Recording/Classical)
- 1983: Grammy Award (Best Opera Recording, Best Classical Vocal Soloist Performance)
- 1984: Grammy Award (Best Choral Performance (Other Than Opera))
- 1984: Musician of the Year, Musical America[45]
- 1986: Grammy Award (Best Choral Performance (Other Than Opera))
- 1987: Grammy Award (Best Opera Recording, Best Classical Performance – Instrumental Soloist(s) (With Orchestra))
- 1987: Smetana Medal
- 1989: Grammy Award (Best Opera Recording)
- 1990: Grammy Award (Best Opera Recording)
- 1991: Grammy Award (Best Opera Recording)
- 1992: Ehrendoktorwürde, Northwestern University[46]
- 1992: Ehrendoktorwürde, New England Conservatory of Music
- 1993: Grammy Award (Best Classical Performance – Instrumental Soloist(s) (With Orchestra))
- 1994: ECHO Klassik (Einspielung des Jahres mit Musik des 20. Jahrhunderts, Sonderpreis)
- 1994: Aufnahme, Class IV (Humanities and Arts), Section 5 (Visual and Performing Arts – Scholarship, Criticism, and Practice (including Art, Architecture, Sculpture, Music, Theater, Film, and Dance)), American Academy of Arts and Sciences[47]
- 1996: Gold Medal, National Institute of Social Sciences
- 1996: Grammy Award (Best Classical Vocal Performance)
- 1997: National Medal of Arts, United States Congress
- 1997: Anton Seidl Award, Wagner Society of New York
- 1997: Lotus Award, Young Concert Artists
- 1998: 18 Chart-Wochen sowie Platz drei der Deutschen Album-Charts: Paris 1998 (mit den drei Tenören)
- 1999: Wilhelm-Furtwängler-Preis
- 2000: Ehrendoktorwürde, Juilliard School
- 2002: Goldenes Ehrenzeichen für Verdienste um das Land Wien[48]
- 2002: Kennedy Center Honors, John F. Kennedy Center for the Performing Arts
- 2003: Crystal Award, World Economic Forum
- 2003: American Classical Music Hall of Fame
- 2005: Award for Distinguished Service to the Arts, American Academy of Arts and Sciences
- 2006: Metropolitan Opera Guild Opera News Award
- 2007: Grammy Award (Best Classical Vocal Performance)
- 2008: Opera Honors, National Endowment for the Arts[49]
- 2009: Ditson Conductor’s Award, Columbia University
- 2009: Grammy Award (Best Orchestral Performance)
- 2010: George Peabody Medal, Peabody Institute, Johns Hopkins University
- 2012: Grammy Award (Best Opera Recording)

Seine 1996 durch die State University of New York at Potsdam und das SUNY College of Optometry verliehene Ehrendoktorwürde (Honorary Doctor of Fine Arts) wurde ihm im Mai 2018 mit Verweis auf die glaubwürdigen Missbrauchsvorwürfe durch das Kuratorium (Board of Trustees) aberkannt.